# Neiva (Huila)
Neiva is een gemeente in en de hoofdstad van het Colombiaanse departement Huila. Het is gelegen in de Magdalenavallei in het midden van het land en heeft een bevolking van 395.791 personen. Vanwege de ligging dicht bij de evenaar en omdat de stad op geringe hoogte ligt, heeft de stad het hele jaar een warm klimaat. De stad is gelegen aan de Rio Las Ceibas, een zijrivier van de Magdalena.
Neiva is gesticht door Diego de Ospina y Medinilla. De stad ligt op vijfenhalf uur rijden van de Colombiaanse hoofdstad Bogota. Er zijn verschillende universiteiten in de stad gesitueerd, waaronder de Universidad Surcolombiana, de Antonio Nariño Universidad en de Cooperativa de Colombia. Een bekende alumnus is Adriana Rios, de bekende Colombiaanse turnster.
De stad is de zetel van het rooms-katholieke bisdom Neiva.
De stad is beroemd vanwege de Feria de San Pedro, een festival dat in de laatste twee weken van juni plaatsvindt.

## Galerij

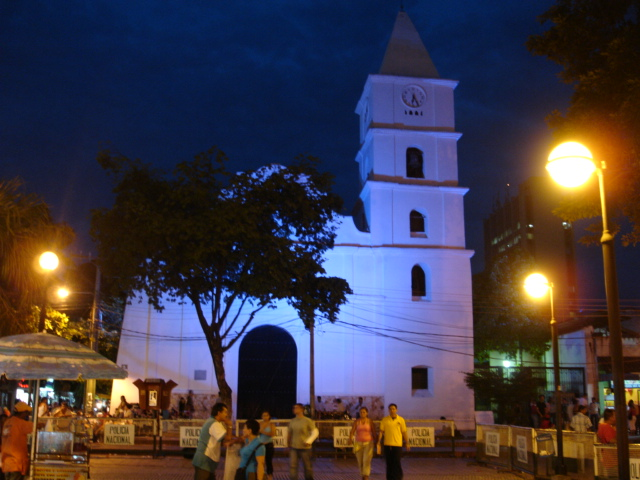
Kathedraal
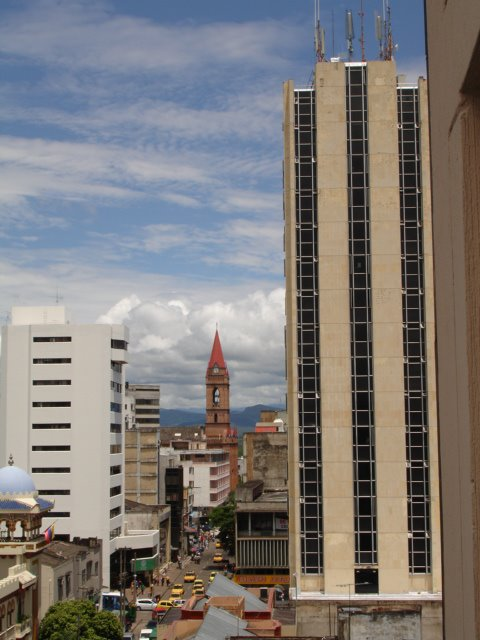
Stadscentrum